# Élections cantonales de 1877 en Ille-et-Vilaine
Les élections cantonales françaises de 1877 ont eu lieu les 4 et 11 novembre 1877.

## Assemblée départementale sortante
| Parti                                        | Sigle  | Élus |
| -------------------------------------------- | ------ | ---- |
| Républicains (21 sièges)                     |        |      |
| Républicains modérés                         | Rép    | 21   |
| Monarchistes (16 sièges)                     |        |      |
| Légitimistes                                 | Légit. | 14   |
| Orléaniste                                   | Orléa. | 2    |
| Impérialistes (7 sièges)                     |        |      |
| Bonapartiste                                 | Bonap. | 7    |
| Président du conseil général                 |        |      |
| Félix Martin-Feuillée (Républicains modérés) |        |      |

## Assemblée départementale élue
| Parti                                        | Sigle  | Élus |
| -------------------------------------------- | ------ | ---- |
| Républicains (23 sièges)                     |        |      |
| Républicains modérés                         | Rép    | 23   |
| Monarchistes (16 sièges)                     |        |      |
| Légitimistes                                 | Légit. | 14   |
| Orléaniste                                   | Orléa. | 2    |
| Impérialistes (4 sièges)                     |        |      |
| Bonapartiste                                 | Bonap. | 4    |
| Président du conseil général                 |        |      |
| Félix Martin-Feuillée (Républicains modérés) |        |      |

## Résultats pour le conseil général

### Arrondissement de Rennes

#### Canton de Rennes-Nord-Est
Joseph Gralland (Répub.) élu depuis 1871 ne se représente pas.
|          | Edgard Le Bastard | Répub.   | 2 153 | 64.75 |  |  |
|          | Jules Goupil      | Bonap.   | 1 065 | 32.03 |  |  |
|          |                   |          |       |       |  |  |
| Inscrits | Inscrits          | Inscrits | 4 513 |       |  |  |
| Votants  | Votants           | Votants  | 3 337 | 73.94 |  |  |
| Exprimés | Exprimés          | Exprimés | 3 325 | 99.64 |  |  |

*sortant

#### Canton de Rennes-Sud-Est
|          | Louis Foucqueron  | Rép. avancé | 2 116 | 66.56 |  |  |
|          | Edmond d'Aubrée * | Bonap.      | 1 027 | 32.31 |  |  |
|          |                   |             |       |       |  |  |
| Inscrits | Inscrits          | Inscrits    | 4 181 |       |  |  |
| Votants  | Votants           | Votants     | 3 187 | 76.23 |  |  |
| Exprimés | Exprimés          | Exprimés    | 3 179 | 99.75 |  |  |

*sortant

#### Canton de Chateaugiron
Félix Martin-Feuillée est président du Conseil Général depuis 1871.
|          | Félix Martin-Feuillée * | Répub.   | 1 352 | 64.02 |  |  |
|          | Paul Grivart            | Orléan.  | 792   | 35.98 |  |  |
|          |                         |          |       |       |  |  |
| Inscrits | Inscrits                | Inscrits | 2 587 |       |  |  |
| Votants  | Votants                 | Votants  | 2 214 | 85.58 |  |  |
| Exprimés | Exprimés                | Exprimés | 2 201 | 99.41 |  |  |

*sortant

#### Canton de Janzé
|          | Jules Carron * | Légitimiste | 1 976 | 92.95 |  |  |
|          |                |             |       |       |  |  |
| Inscrits | Inscrits       | Inscrits    | 3 465 |       |  |  |
| Votants  | Votants        | Votants     | 2 126 | 61.36 |  |  |
| Exprimés | Exprimés       | Exprimés    | 2 047 | 96.28 |  |  |

*sortant

#### Canton de Mordelles
|          | Paul de Farcy             | Légitimiste | 865   | 60.15 |  |  |
|          | Alphonse Marçais-Martin * | Répub.      | 568   | 39.50 |  |  |
|          |                           |             |       |       |  |  |
| Inscrits | Inscrits                  | Inscrits    | 1 709 |       |  |  |
| Votants  | Votants                   | Votants     | 1 464 | 85.66 |  |  |
| Exprimés | Exprimés                  | Exprimés    | 1 438 | 98.22 |  |  |

*sortant

### Arrondissement de Saint-Malo

#### Canton de Saint-Malo
|          | Auguste Hovius          | Répub.    | 1 090 | 52.03 |  |  |
|          | Charles Pierre Rouxin * | Ex Bonap. | 994   | 47.45 |  |  |
|          |                         |           |       |       |  |  |
| Inscrits | Inscrits                | Inscrits  | 2 758 |       |  |  |
| Votants  | Votants                 | Votants   | 2 100 | 76.14 |  |  |
| Exprimés | Exprimés                | Exprimés  | 2 095 | 99.76 |  |  |

*sortant

#### Canton de Chateauneuf-d'Ille-et-Vilaine
|          | Mathurin Guibert (fils) * | Légitimiste | 1 422 | 55.20 |  |  |
|          | Julien Galène             | Répub.      | 1 154 | 44.80 |  |  |
|          |                           |             |       |       |  |  |
| Inscrits | Inscrits                  | Inscrits    | 3 317 |       |  |  |
| Votants  | Votants                   | Votants     | 2 598 | 78.32 |  |  |
| Exprimés | Exprimés                  | Exprimés    | 2 576 | 99.15 |  |  |

*sortant

#### Canton de Dol-de-Bretagne
François Deminiac (fils) (Bonap.) est mort en 1876. Auguste Lejomptel (père) est élu lors de la partielle qui suit.
|          | Auguste Lejomptel (père) * | Répub.   | 2 379 | 72.14 |  |  |
|          | Jean-Marie Pinson          |          | 911   | 27.62 |  |  |
|          |                            |          |       |       |  |  |
| Inscrits | Inscrits                   | Inscrits | 4 372 |       |  |  |
| Votants  | Votants                    | Votants  | 3 304 | 75.57 |  |  |
| Exprimés | Exprimés                   | Exprimés | 3 298 | 99.82 |  |  |

*sortant

#### Canton de Pleurtuit
|          | Jean-Baptiste Brindejonc des Moulinais | Légitimiste | 1 099 | 50.41 |  |  |
|          | Émile Buot *                           | Radical     | 1 074 | 49.27 |  |  |
|          |                                        |             |       |       |  |  |
| Inscrits | Inscrits                               | Inscrits    | 3 228 |       |  |  |
| Votants  | Votants                                | Votants     | 2 189 | 67.81 |  |  |
| Exprimés | Exprimés                               | Exprimés    | 2 180 | 99.59 |  |  |

*sortant

#### Canton de Tinténiac
| Candidats | Candidats                         | Étiquette   | Premier tour | Premier tour | Ballotage | Ballotage |
| Candidats | Candidats                         | Étiquette   | Voix         | %            | Voix      | %         |
| --------- | --------------------------------- | ----------- | ------------ | ------------ | --------- | --------- |
|           | Eugène Durand *                   | Répub.      | 1 225        | 49.58        | 1 403     | 60.01     |
|           | Théophile de Noual de la Billiais | Légitimiste | 737          | 29.83        | 935       | 39.99     |
|           | Charles-Marie de Lorgeril         | Légitimiste | 507          | 20.52        |           |           |
|           |                                   |             |              |              |           |           |
| Inscrits  | Inscrits                          | Inscrits    | 2 905        |              | 2 905     |           |
| Votants   | Votants                           | Votants     | 2 477        | 85.27        | 2 349     | 80.86     |
| Exprimés  | Exprimés                          | Exprimés    | 2 471        | 99.76        | 2 338     | 99.53     |

*sortant

### Arrondissement de Fougères

#### Canton de Fougères-Nord
|          | Pierre-Marie Frain de La Villegontier * | Légitimiste | 2 398 | 87.30 |  |  |
|          |                                         |             |       |       |  |  |
| Inscrits | Inscrits                                | Inscrits    | 3 760 |       |  |  |
| Votants  | Votants                                 | Votants     | 2 747 | 73.06 |  |  |
| Exprimés | Exprimés                                | Exprimés    | 2 609 | 94.98 |  |  |

*sortant

#### Canton d'Antrain
Charles Baron (Bonap.) élu depuis 1865 ne se représente pas.
|          | Marie-Joseph Delafosse | Légitimiste | 1 934 | 53.04 |  |  |
|          | Jules Fénigan          | Répub.      | 1 709 | 46.87 |  |  |
|          |                        |             |       |       |  |  |
| Inscrits | Inscrits               | Inscrits    | 4 432 |       |  |  |
| Votants  | Votants                | Votants     | 3 673 | 82.88 |  |  |
| Exprimés | Exprimés               | Exprimés    | 3 646 | 99.27 |  |  |

*sortant

#### Canton de Saint-Aubin-du-Cormier
|          | Joseph de la Bélinaye * | Légitimiste | 1 032 | 50.51  |  |  |
|          | Pierre-Ferdinand Sougis | Répub.      | 1 005 | 49.19  |  |  |
|          |                         |             |       |        |  |  |
| Inscrits | Inscrits                | Inscrits    | 2 675 |        |  |  |
| Votants  | Votants                 | Votants     | 2 043 | 76.37  |  |  |
| Exprimés | Exprimés                | Exprimés    | 2 043 | 100.00 |  |  |

*sortant

### Arrondissement de Vitré

#### Canton de Vitré-Est
|          | Yvan Hay des Nétumières * | Légitimiste | 2 445 | 94.73 |  |  |
|          |                           |             |       |       |  |  |
| Inscrits | Inscrits                  | Inscrits    | 3 390 |       |  |  |
| Votants  | Votants                   | Votants     | 2 581 | 76.14 |  |  |
| Exprimés | Exprimés                  | Exprimés    | 2 499 | 96.82 |  |  |

*sortant

#### Canton d'Argentré-du-Plessis
|          | Henri de Sallier-Dupin * | Légitimiste | 2 163 | 85.73 |  |  |
|          |                          |             |       |       |  |  |
| Inscrits | Inscrits                 | Inscrits    | 3 384 |       |  |  |
| Votants  | Votants                  | Votants     | 2 523 | 74.56 |  |  |
| Exprimés | Exprimés                 | Exprimés    | 2 276 | 90.21 |  |  |

*sortant

#### Canton de La Guerche-de-Bretagne
|          | Jean-Marie Heinry * | Légitimiste | 2 400 | 79.03 |  |  |
|          | Jules Veillard      | Répub.      | 628   | 20.68 |  |  |
|          |                     |             |       |       |  |  |
| Inscrits | Inscrits            | Inscrits    | 3 969 |       |  |  |
| Votants  | Votants             | Votants     | 3 054 | 76.95 |  |  |
| Exprimés | Exprimés            | Exprimés    | 3 037 | 99.44 |  |  |

*sortant

### Arrondissement de Redon

#### Canton de Redon
|          | Joseph Desmars *           | Répub       | 2 009 | 63.24 |  |  |  |  |  |  |  |
|          | Alexis Hubert de La Hayrie | Légitimiste | 1 167 | 36.73 |  |  |  |  |  |  |  |
| Inscrits | Inscrits                   | Inscrits    | 4 039 |       |  |  |  |  |  |  |  |
| Votants  | Votants                    | Votants     | 3 185 | 78.86 |  |  |  |  |  |  |  |
| Exprimés | Exprimés                   | Exprimés    | 3 177 | 99.75 |  |  |  |  |  |  |  |

*sortant

#### Canton de Guichen
Pierre Martin (Répub.) élu depuis 1871 ne se représente pas.
|          | Arthur Guyot | Répub.   | 3 125 | 99.27 |  |  |
|          |              |          |       |       |  |  |
| Inscrits | Inscrits     | Inscrits | 4 283 |       |  |  |
| Votants  | Votants      | Votants  | 3 148 | 73.50 |  |  |
| Exprimés | Exprimés     | Exprimés | 3 133 | 99.52 |  |  |

*sortant

#### Canton de Maure-de-Bretagne
|          | Louis de la Vigne * | Légitimiste | 1 211 | 51.75 |  |  |
|          | Eugène Bouëssel     | Répub.      | 1 126 | 48.12 |  |  |
|          |                     |             |       |       |  |  |
| Inscrits | Inscrits            | Inscrits    | 2 674 |       |  |  |
| Votants  | Votants             | Votants     | 2 351 | 87.92 |  |  |
| Exprimés | Exprimés            | Exprimés    | 2 340 | 99.53 |  |  |

*sortant

### Arrondissement de Montfort

#### Canton de Montfort-sur-Meu
Armand Huchet de Cintré (Légitimiste) élu depuis 1861 ne se représente pas.
|          | Julien Denais | Répub.   | 1 522 | 93.66 |  |  |
|          |               |          |       |       |  |  |
| Inscrits | Inscrits      | Inscrits | 3 663 |       |  |  |
| Votants  | Votants       | Votants  | 1 625 | 44.36 |  |  |
| Exprimés | Exprimés      | Exprimés | 1 588 | 97.72 |  |  |

*sortant

#### Canton de Montauban-de-Bretagne
|          | Constant Escolan               | Répub.      | 1 059 | 50.65 |  |  |
|          | Paul de Guéheneuc de Boishüe * | Légitimiste | 1 030 | 49.26 |  |  |
|          |                                |             |       |       |  |  |
| Inscrits | Inscrits                       | Inscrits    | 2 389 |       |  |  |
| Votants  | Votants                        | Votants     | 2 104 | 88.07 |  |  |
| Exprimés | Exprimés                       | Exprimés    | 2 091 | 99.38 |  |  |

*sortant

#### Canton de Saint-Méen-le-Grand
|          | Léonard Drouet de Montgermont * | Légitimiste | 1 139 | 48.43 |  |  |
|          | Jean-Baptiste Janvier           | Répub.      | 1 117 | 47.49 |  |  |
|          |                                 |             |       |       |  |  |
| Inscrits | Inscrits                        | Inscrits    | 2 900 |       |  |  |
| Votants  | Votants                         | Votants     | 2 369 | 81.69 |  |  |
| Exprimés | Exprimés                        | Exprimés    | 2 352 | 99.28 |  |  |

*sortant

## Résultats pour les conseils d'arrondissements

### Arrondissement de Rennes

#### Canton de Rennes-Nord-Ouest
- Conseiller sortant : M. Hédou (?), élu depuis 1871 ne se représente pas.
- Edgard Le Bastard n'est pas candidat pour le conseil d'arrondissement mais pour le Conseil général.

|          | Léon Guérard      | Centre gauche      | 2 476 | 91,10 |  |  |  |
|          | Edgard Le Bastard | Républicain modéré | 118   | 4,34  |  |  |  |
|          |                   |                    |       |       |  |  |  |
| Inscrits | Inscrits          | Inscrits           | 4 467 |       |  |  |  |
| Votants  | Votants           | Votants            | 2 800 | 62,68 |  |  |  |
| Exprimés | Exprimés          | Exprimés           | 2 718 | 97,07 |  |  |  |

*sortant

#### Canton de Rennes-Sud-Ouest
- Conseiller sortant : Auguste de La Motte du Portail (Légitimiste), élu depuis 1871.

|          | Jean-Marie Maugère               | Union républicaine | 1 744 | 69,15 |  |  |  |
|          | Auguste de La Motte du Portail * | Légitimiste        | 698   | 27,68 |  |  |  |
|          |                                  |                    |       |       |  |  |  |
| Inscrits | Inscrits                         | Inscrits           | 3 434 |       |  |  |  |
| Votants  | Votants                          | Votants            | 2 531 | 73,70 |  |  |  |
| Exprimés | Exprimés                         | Exprimés           | 2 522 | 99,64 |  |  |  |

*sortant

#### Canton de Hédé
- Conseiller sortant : Simon Brasseur ( ), élu depuis 1871.
- Le PV est trop incomplet, il manque les résultats de plusieurs communes.

|          | Simon Brasseur * |  |  |  |  |  |  |
|          |                  |  |  |  |  |  |  |
| Inscrits |                  |  |  |  |  |  |  |
| Votants  |                  |  |  |  |  |  |  |
| Exprimés |                  |  |  |  |  |  |  |

*sortant

#### Canton de Liffré
- Conseiller sortant : Eugène Delahaye (?), élu depuis 1871.
- M.Lemoine est mort en 1875, une partielle est organisée le 21 mars 1875, Eugène Delahaye y est élu.

|          | Eugène Delahaye |          | 1 858 | 98,62 |  |  |  |
|          |                 |          |       |       |  |  |  |
| Inscrits | Inscrits        | Inscrits | 2 798 |       |  |  |  |
| Votants  | Votants         | Votants  | 1 884 | 67,33 |  |  |  |
| Exprimés | Exprimés        | Exprimés | 1 858 | 98,62 |  |  |  |

*sortant

#### Canton de Saint-Aubin-d'Aubigné
- Conseiller sortant : Victor Prioul (Républicain modéré), élu depuis 1871.

|          | Victor Prioul * | Républicain modéré | 2 906 | 98,11  |  |  |  |
|          |                 |                    |       |        |  |  |  |
| Inscrits | Inscrits        | Inscrits           | 4 078 |        |  |  |  |
| Votants  | Votants         | Votants            | 2 962 | 72,63  |  |  |  |
| Exprimés | Exprimés        | Exprimés           | 2 962 | 100,00 |  |  |  |

*sortant

### Arrondissement de Saint-Malo

#### Canton de Cancale
- Conseiller sortant : Antoine Cotarmanach (Républicain modéré), élu depuis 1871.

|          | Antoine Cotarmanach * | Républicain modéré | 1 704 | 54,81  |  |  |  |
|          | Jean Gandeul          |                    | 1 401 | 44,93  |  |  |  |
|          |                       |                    |       |        |  |  |  |
| Inscrits | Inscrits              | Inscrits           | 4 248 |        |  |  |  |
| Votants  | Votants               | Votants            | 3 118 | 73,40  |  |  |  |
| Exprimés | Exprimés              | Exprimés           | 3 118 | 100,00 |  |  |  |

*sortant

#### Canton de Combourg
- Conseiller sortant : Marc Guéhéneuc de Boishue (Légitimiste), élu depuis 1871, ne se représente pas.

|           | Hyacinthe Blaize de Maisonneuve | Légitimiste        | 2 025 | 62,38 |  |  |  |
|           | Joseph Letourneux               | Républicain modéré | 1 219 | 37,55 |  |  |  |
|           |                                 |                    |       |       |  |  |  |
| Inscrits  | Inscrits                        | Inscrits           | 4 445 |       |  |  |  |
| Votants   | Votants                         | Votants            | 3 257 | 73,27 |  |  |  |
| Exprimés  | Exprimés                        | Exprimés           | 3 246 | 99,66 |  |  |  |
| * Sortant |                                 |                    |       |       |  |  |  |

#### Canton de Pleine-Fougères
- Conseiller sortant : Mathurin Plainfossé de Hauteville (Bonapartiste), élu depuis 1871, ne se représente pas.

|          | Eugène Poincheval | Républicain modéré | 1 317 | 60,89 |  |  |  |
|          |                   |                    |       |       |  |  |  |
| Inscrits | Inscrits          | Inscrits           | 4 141 |       |  |  |  |
| Votants  | Votants           | Votants            | 2 265 | 54,70 |  |  |  |
| Exprimés | Exprimés          | Exprimés           | 2 225 | 98,23 |  |  |  |

*sortant

#### Canton de Saint-Servan
- Conseiller sortant : François Lenormand (Républicain modéré), élu depuis 1871, ne se représente pas.

|          | Léonce Eugène Demalvilain | Républicain modéré | 1 631 | 95,72 |  |  |  |
|          |                           |                    |       |       |  |  |  |
| Inscrits | Inscrits                  | Inscrits           | 3 309 |       |  |  |  |
| Votants  | Votants                   | Votants            | 1 704 | 51,50 |  |  |  |
| Exprimés | Exprimés                  | Exprimés           | 1 690 | 99,18 |  |  |  |

*sortant

### Arrondissement de Fougères
- Il doit y avoir au moins neuf conseillers par arrondissement, celui de Fougères ne comptant que six cantons, trois sièges sont ajoutés aux cantons les plus peuplés.

#### Canton de Fougères-Sud
- Conseiller sortant : Prosper Fécelier (?), élu depuis 1871.

|          | Prosper Fécelier * |          | 1 711 | 86,77 |  |  |  |
|          |                    |          |       |       |  |  |  |
| Inscrits | Inscrits           | Inscrits | 3 203 |       |  |  |  |
| Votants  | Votants            | Votants  | 1 972 | 61,57 |  |  |  |
| Exprimés | Exprimés           | Exprimés | 1 826 | 92,60 |  |  |  |

*sortant

#### Canton de Louvigné-du-Désert
- Conseiller sortant : René Gourdel (?), élu depuis 1871.

|          | René Gourdel * |          | 1 854 | 91,74  |  |  |  |
|          |                |          |       |        |  |  |  |
| Inscrits | Inscrits       | Inscrits | 3 457 |        |  |  |  |
| Votants  | Votants        | Votants  | 2 021 | 58,46  |  |  |  |
| Exprimés | Exprimés       | Exprimés | 2 021 | 100,00 |  |  |  |

*sortant

#### Canton de Saint-Brice-en-Coglès
- Conseillers sortants : Jean-Marie Duval (?) et Auguste Deroyer (?), élus depuis 1871.

|          | Jean-Marie Duval * |          | 2 439 | 98,79 |  |  |  |
|          | Auguste Deroyer *  |          | 2 412 | 97,69 |  |  |  |
|          |                    |          |       |       |  |  |  |
| Inscrits | Inscrits           | Inscrits | 3 766 |       |  |  |  |
| Votants  | Votants            | Votants  | 2 469 | 65,56 |  |  |  |
| Exprimés | Exprimés           | Exprimés | 2 449 | 99,19 |  |  |  |

*sortant

### Arrondissement de Vitré
- Il doit y avoir au moins neuf conseillers par arrondissement, celui de Vitré ne comptant que six cantons, trois sièges sont ajoutés aux cantons les plus peuplés.

#### Canton de Vitré-Ouest
- Conseiller sortant : Édouard Rupin (Légitimiste fusionniste), élu depuis 1871.

|          | Édouard Rupin * | Légitimiste fusionniste | 2 181 | 96,72 |  |  |  |
|          |                 |                         |       |       |  |  |  |
| Inscrits | Inscrits        | Inscrits                | 3 178 |       |  |  |  |
| Votants  | Votants         | Votants                 | 2 255 | 70,96 |  |  |  |
| Exprimés | Exprimés        | Exprimés                | 2 222 | 98,54 |  |  |  |

*sortant

#### Canton de Châteaubourg
- Conseiller sortant : Georges du Dézerseul (Légitimiste), élu depuis 1874.
- Paul Dubourg (Monarchiste) élu en 1871 démissionne pour devenir conseiller général en 1874. Une partielle est organisée au même moment que le renouvellement triennal de 1874, Georges du Dézerseul est élu.

|          | Charles Guillaume      | Républicain modéré | 1 013 | 56,72 |  |  |  |
|          | Georges du Dézerseul * | Légitimiste        | 769   | 43,06 |  |  |  |
|          |                        |                    |       |       |  |  |  |
| Inscrits | Inscrits               | Inscrits           | 2 031 |       |  |  |  |
| Votants  | Votants                | Votants            | 1 786 | 87,94 |  |  |  |
| Exprimés | Exprimés               | Exprimés           | 1 782 | 99,78 |  |  |  |

*sortant

#### Canton de Retiers
- Conseillers sortants : Aristide Barbe-Minière (Centre gauche) qui ne se représente pas et Théophile Daussy (Républicain modéré), élus depuis 1871.

|          | Théophile Daussy * | Républicain modéré | 2 507 | 98,01 |  |  |  |
|          | Jean-Marie Guyot   | Républicain modéré | 2 473 | 96,68 |  |  |  |
|          |                    |                    |       |       |  |  |  |
| Inscrits | Inscrits           | Inscrits           | 3 833 |       |  |  |  |
| Votants  | Votants            | Votants            | 2 558 | 66,74 |  |  |  |
| Exprimés | Exprimés           | Exprimés           | 2 533 | 99,02 |  |  |  |

*sortant

### Arrondissement de Redon
- Il doit y avoir au moins neuf conseillers par arrondissement, celui de Redon ne comptant que sept cantons, deux sièges sont ajoutés à chacun des cantons les plus peuplés.

#### Canton de Bain-de-Bretagne
- Conseillers sortants : Emmanuel Regnault (?) et M. David (?), qui ne se représentent pas, élus depuis 1871.
- M. Renaudet, élu en 1871 est mort le 26 janvier 1872. Une partielle est organisée le 25 mai 1872 pour le remplacer. Emmanuel Regnault y est élu.

|          | Edmond Gérard   | Républicain modéré | 2 335 | 97,78 |  |  |  |
|          | Julien Douillet | Républicain modéré | 2 328 | 97,49 |  |  |  |
|          |                 |                    |       |       |  |  |  |
| Inscrits | Inscrits        | Inscrits           | 4 132 |       |  |  |  |
| Votants  | Votants         | Votants            | 2 388 | 57,79 |  |  |  |
| Exprimés | Exprimés        | Exprimés           | 2 355 | 98,62 |  |  |  |

*sortant

#### Canton de Grand-Fougeray
- Conseiller sortant : François-René Bily (?), élu depuis 1871.

|          | François-René Bily |          | 1 335 | 97,37 |  |  |  |
|          |                    |          |       |       |  |  |  |
| Inscrits | Inscrits           | Inscrits | 1 904 |       |  |  |  |
| Votants  | Votants            | Votants  | 1 371 | 72,01 |  |  |  |
| Exprimés | Exprimés           | Exprimés | 1 341 | 97,81 |  |  |  |

*sortant

#### Canton de Pipriac
- Conseiller sortant : Célestin Bellet (Centre gauche), élu depuis 1876.
- François Legendre, élu en 1871, est mort le 8 mai 1876. Une partielle est organisée le 2 juillet 1876 pour le remplacer. Elle est remportée par Célestin Bellet.

|          | Célestin Bellet | Centre gauche | 1 771 | 63,25 |  |  |  |
|          | M. Denis        |               | 617   | 22,04 |  |  |  |
|          | M. Bellamy      |               | 401   | 14,32 |  |  |  |
|          |                 |               |       |       |  |  |  |
| Inscrits | Inscrits        | Inscrits      | 3 844 |       |  |  |  |
| Votants  | Votants         | Votants       | 2 800 | 72,84 |  |  |  |
| Exprimés | Exprimés        | Exprimés      | 2 798 | 99,93 |  |  |  |

*sortant

#### Canton du Sel-de-Bretagne
- Conseiller sortant : Jacques Gastel (?), élu depuis 1871.

|          | Jacques Gastel *   |          | 890   | 71,95 |  |  |  |
|          | Laurent Marsollier |          | 340   | 27,57 |  |  |  |
|          |                    |          |       |       |  |  |  |
| Inscrits | Inscrits           | Inscrits | 1 694 |       |  |  |  |
| Votants  | Votants            | Votants  | 1 237 | 73,02 |  |  |  |
| Exprimés | Exprimés           | Exprimés | 1 233 | 99,68 |  |  |  |

*sortant

### Arrondissement de Montfort
- Il doit y avoir au moins neuf conseillers par arrondissement, celui de Montfort ne comptant que cinq cantons, quatre sièges sont ajoutés aux quatre cantons les plus peuplés.

#### Canton de Bécherel
- Conseillers sortants : Ludovic de La Forest (Légitimiste) et M. Commeureuc (?), qui ne se représente pas, élus depuis 1871.

|          | André Lebon            | Légitimiste | 1 147 | 53,13 |  |  |  |
|          | Ludovic de La Forest * | Légitimiste | 1 104 | 51,14 |  |  |  |
|          | Marie Lemoine          |             | 1 026 | 47,52 |  |  |  |
|          | Jean-Marie Esnault     |             | 973   | 45,07 |  |  |  |
|          |                        |             |       |       |  |  |  |
| Inscrits | Inscrits               | Inscrits    | 2 668 |       |  |  |  |
| Votants  | Votants                | Votants     | 2 159 | 80,92 |  |  |  |
| Exprimés | Exprimés               | Exprimés    | 2 155 | 99,82 |  |  |  |

*sortant

#### Canton de Plélan-le-Grand
- Conseillers sortants : Valentin Rawle (?) et François Aubry (?), élus depuis 1871.

|          | Désiré André     | Républicain modéré | 1 569 | 57,28  |  |  |  |
|          | Aimé Bigarré     | Républicain modéré | 1 437 | 52,46  |  |  |  |
|          | François Aubry * |                    | 1 257 | 45,89  |  |  |  |
|          | Valentin Rawle * |                    | 1 177 | 42,97  |  |  |  |
|          |                  |                    |       |        |  |  |  |
| Inscrits | Inscrits         | Inscrits           | 3 754 |        |  |  |  |
| Votants  | Votants          | Votants            | 2 739 | 72,96  |  |  |  |
| Exprimés | Exprimés         | Exprimés           | 2 739 | 100,00 |  |  |  |

*sortant

#### Canton de Saint-Méen-le-Grand
- Conseillers sortants : M. Bellouard (?) et M. Desbois (?), élus depuis 1871.
- M. Desbois est soit décédé, soit démissionnaire, mais cette partielle est organisée pour le remplacer.

|          | François Ronsin  | Républicain modéré | 1 197 | 54,66 |  |  |  |
|          | Fulgence Chollet |                    | 993   | 45,34 |  |  |  |
|          |                  |                    |       |       |  |  |  |
| Inscrits | Inscrits         | Inscrits           | 2 872 |       |  |  |  |
| Votants  | Votants          | Votants            | 2 341 | 81,51 |  |  |  |
| Exprimés | Exprimés         | Exprimés           | 2 190 | 93,55 |  |  |  |

*sortant